# Johannes Bitter
Johannes Bitter, nemški rokometaš, * 2. september 1982, Oldenburg.